# Tetris Axis
Tetris Axis, ou simplement Tetris, est un jeu vidéo de puzzle développé par Hudson Soft et sorti en 2011 sur Nintendo 3DS.

## Accueil
- Jeuxvideo.com : 14/20[1]